# Marcelo Araujo
Lázaro Jaime Zilberman (Villa Crespo, Buenos Aires, 12 de junio de 1947), más conocido por su seudónimo, Marcelo Araujo, es un locutor y periodista deportivo argentino. Fue durante mucho tiempo el principal relator del fútbol argentino y es considerado como uno de los más reconocidos e importantes relatores de la historia en Argentina.

## Trayectoria
Araujo nació con el nombre de Lázaro Zilberman. Desde temprana edad se dedicó a la locución en medios, donde tiene una vasta trayectoria desde los años setenta. En esa misma década, y hasta 1989, relató partidos internacionales con los comentarios de Fernando Niembro.
Desde agosto de 1989 hasta noviembre de 2004, condujo el programa Fútbol de primera, hasta que fue reemplazado por el relator Sebastián Vignolo. También durante ese período, fue el relator del clásico del domingo (el partido más importante de cada fecha de la primera división), junto con Enrique Macaya Márquez en los comentarios por TyC Sports, TyC Max, TyC Sports Internacional y Fox Sports Latinoamérica. Además, hasta 2004 relató por el mismo medio partidos internacionales; pero solo de equipos en donde participaran jugadores argentinos. Araujo se caracterizó por tener un estilo descontracturado al narrar, utilizando algunas frases que todavía se recuerdan, como «¿Eso fue penal o yo estoy crazy, Macaya?», o repetir desesperadamente un jugador que erró un gol prácticamente hecho.
En 2005, tras su salida de Fútbol de primera, fue convocado para conducir el programa 3 en el fondo, junto con Julio Ricardo y Ernesto Cherquis Bialo, emitido por Canal 7 hasta 2006.
En diciembre de ese mismo año, Araujo narró los partidos de ida y vuelta de la final de la Copa Mustang, del fútbol colombiano, entre Deportivo Cali y Real Cartagena, junto con Carlos Antonio Vélez, en el programa Fútbolmanía, del canal RCN Televisión. Araujo ya había participado como comentarista en la final del primer semestre, junto con Vélez y al narrador Jorge Eliécer Torres. 
Además, relató partidos de la Copa Libertadores de América, la Copa Mercosur y los partidos de la selección de fútbol de Argentina en las eliminatorias para mundiales, Copa América y en la Copa Mundial de Fútbol. En 2006, relató el Mundial de Alemania 2006 para el Canal 9 de Argentina.
En 2007, condujo dos programas: Fútbol, el debate y Noche de goles, ambos emitidos por América TV.
En 2009, fue el relator de los partidos de la Copa FIFA Confederaciones 2009 en DirecTV Sports, torneo que se desarrolló en Sudáfrica. En esa ocasión fue acompañado por Juan Pablo Varsky en los comentarios. 
A partir de agosto de 2009, fue convocado junto con un equipo de periodistas en el marco del programa Fútbol para todos. Después de cinco años, volvió a relatar el clásico del domingo; pero, en esta oportunidad, acompañado de los comentaristas Julio Ricardo y Fernando Pacini, transmitiendo los partidos de la primera división de Argentina en Televisión Pública Argentina y El Nueve, y las eliminatorias para el Mundial de 2014 en la Televisión Pública Argentina.
En diciembre de 2013, deja Fútbol para todos y vuelve en febrero de 2014 para comentar el Torneo Final 2014; en marzo de ese año terminaría renunciando al programa. En el año 2018, volvió a la TV a través de A24 con Mundial 24.
Entre sus amigos se encuentran sus colegas Mauro Viale (fallecido en 2021), Fernando Niembro y el médico Luis de la Fuente.

### Otros trabajos
Fue la voz del juego PC Fútbol 5.0, desarrollado por la extinta Dinamic Multimedia, en su edición argentina correspondiente al Apertura 1997.